# Mistral (vind)

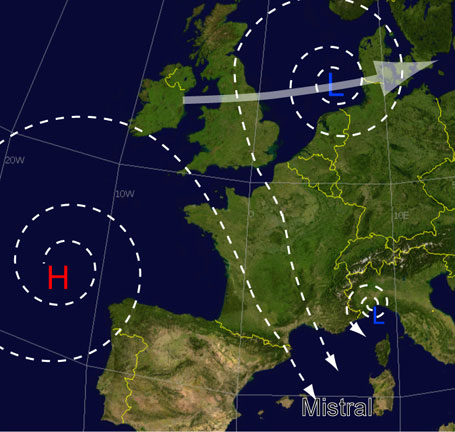
Meteorologiska förhållanden som skapar mistralvinden.

Mistral är en hård, nordlig fallvind som vanligtvis är torr i Frankrike och Sardinien i Italien, som blåser längs Rhônedalen. Vinden påverkar de nordöstra delarna av slättlandskapet i Languedoc och Provence öster om Toulon, där den känns som en stark västlig vind. Mistralen har en stor påverkan längs hela den franska Medelhavskusten där den ofta orsakar plötsliga stormar i Medelhavet mellan Korsika och Balearerna.